# 라존 론도
라존 론도(Rajon Pierre Rondo, 1986년 2월 2일 ~ )는 NBA 클리블랜드 캐벌리어스의 선수이며, 포지션은 포인트 가드이다. 2007-08 시즌에 첫 우승을 했고, 세 번의 NBA 올스타, 한 번의 All-NBA 서드팀, 그리고 네 번이나 NBA 올 디펜시브 팀에 이름을 올렸다. 현재 셀틱스 역사상 네번째로 많은 스틸, 일곱번째로 많은 어시스트를 기록했다.

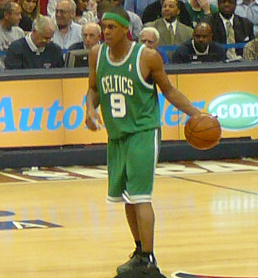
보스턴 셀틱스 시절의 라존 론도

## 대학 시절
그는 켄터키 대학교에 진학했다.

## NBA 경력

### 2006년 NBA 드래프트
2006년 NBA 드래프트에 참가한 그는 전체 21순위로 피닉스 선스에 뽑혔지만, 곧 보스턴 셀틱스로 트레이드 되었다.

### 보스턴 셀틱스 (2006년~2014년)

#### 빅3의 결성, 그리고 첫 우승 (2007년~2008년)

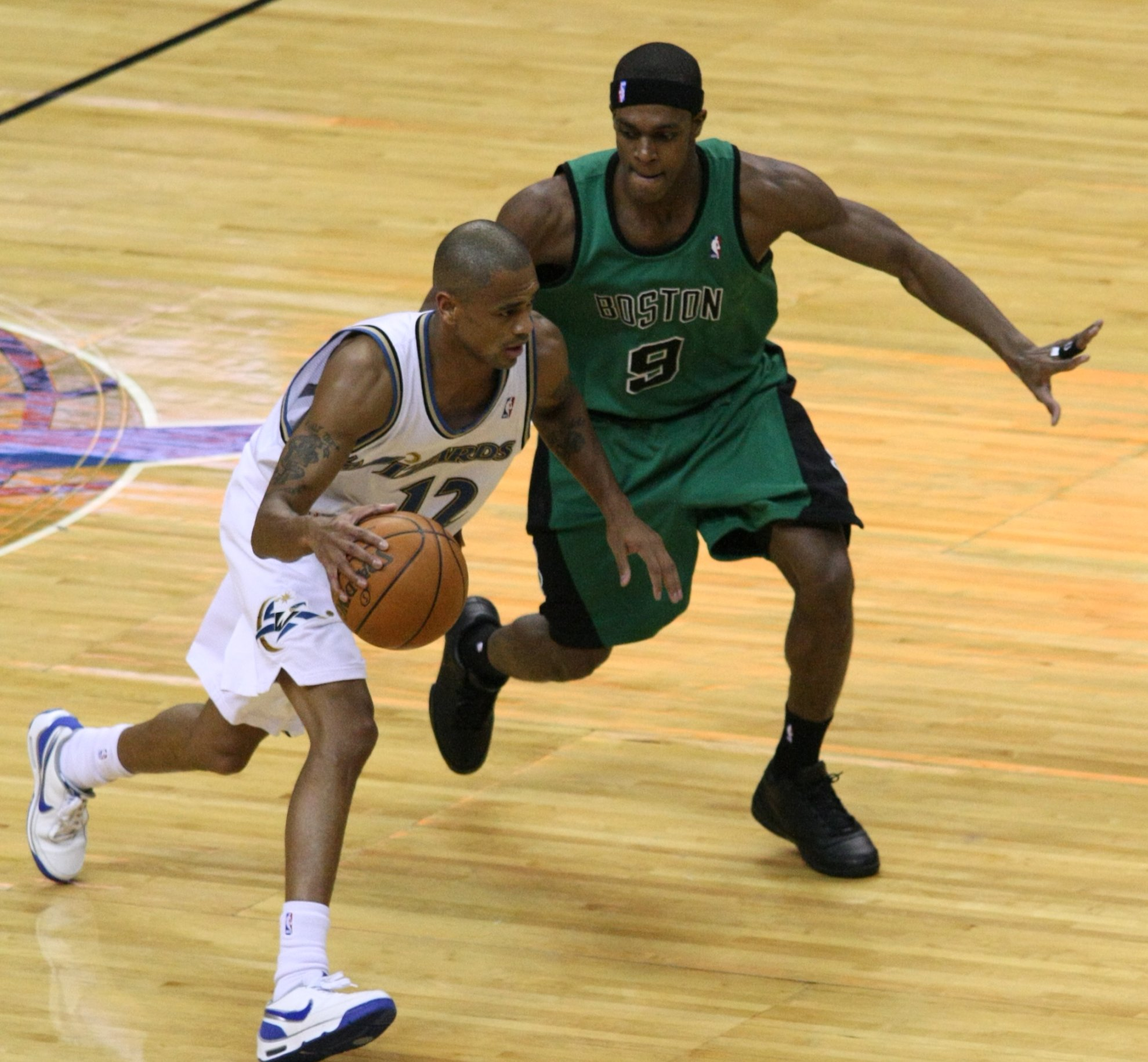
주완 딕슨을 수비하는 론도

2007-2008 시즌에 셀틱스의 주전 포인트가드 자리를 꿰찬 그는 폴 피어스, 레이 알렌, 케빈 가넷과 함께 셀틱스의 17번째 우승에 기여한다.

#### 빅3와 함께, 그리고 성장하는 론도 (2008년~2012년)
2009-2010 시즌에 리그에서 평균 2.3개로 제일 많은 스틸을 했다.
2012년 3월 4일, 뉴욕 닉스를 상대로 18점 17리바운드 20어시스트의 놀라운 퍼포먼스를 보여줬는데, 15점 이상, 15리바운드 이상, 15어시스트 이상을 모두 기록한 선수들은 윌트 체임벌린, 매직 존슨, 제이슨 키드가 유일했다.2011-2012 시즌에 평균 11.7개의 어시스트를 뿌리며 리그에서 제일 많은 어시스트를 기록했다. 그리고 2011-2012 시즌을 10어시스트 이상을 24경기 연속으로 기록하며 마쳤는데, 보스턴 셀틱스 구단의 기록이다. 1위 기록은 매직 존슨의 44경기 연속 기록이고, 2위와 3위 기록은 존 스탁턴의 37경기 연속, 29경기 연속 기록이다.
동부 4위로 정규시즌을 마친 론도와 셀틱스는 플레이오프 2라운드 필라델피아 세븐티식서스와 7차전에서 트리플 더블을 기록하며 셀틱스를 동부 컨퍼런스 파이널로 이끌었는데, 플레이오프 7차전에서 트리플 더블을 기록한 보스턴 셀틱스 소속 선수들은 래리 버드를 제외하고는 론도가 유일하다. 마이애미 히트와의 컨퍼런스 파이널 2차전에서 44점 8리바운드 10어시스트의 엄청난 퍼포먼스를 보여줬는데, 플레이오프에서 44점 이상, 8리바운드 이상, 10어시스트 이상을 동시에 기록한 선수는 론도가 유일하다. 6월 6일에는 론도는 플레이오프에서 10개 이상의 어시스트를 통산 39경기로 늘려 밥 쿠지를 제치고 구단 기록을 달성한다. 7차전에서 다시 한 번 트리플 더블을 달성했지만, 팀의 패배로 탈락하고 말았다.

#### 빅3 해체, 그리고 셀틱스의 리더로 발돋움한 론도 (2012년~2014년)
2012시즌 이후 레이 알렌이 마이애미 히트로 이적하고, 팀은 론도와 남은 빅2를 중심으로 제이슨 테리, 코트니 리 등을 영입하며 2012-2013시즌을 준비해 나갔다.
2012-2013시즌 개막 경기에서 마이애미 히트를 상대로 셀틱스는 패배했지만, 론도는 20점 6리바운드 13어시스트를 기록하며 연속 10개 이상의 어시스트 기록을 25경기로 연장시킨다. 다음 다섯 경기에서도 10어시스트 이상을 기록하며 기록을 30경기로 연장시키며, 존 스탁턴의 29경기 연속 기록을 제치고 단독 3위에 오르게 된다. 이후에도 10어시스트 이상을 꾸준히 기록하며 37경기로 늘린다. 하지만 11월 28일 브루클린 네츠와의 경기에서 2쿼터 도중에 3어시스트만을 올린 상태에서 크리스 험프리스와 몸싸움을 벌인다. 결국 퇴장을 당한 론도는 37경기 연속으로 존 스탁턴과 동률을 이루며 공동 2위로 레이스를 마감한다. 그리고 2경기 출전정지와 함께 20만 달러의 벌금을 물게 된다.

#### 댈러스 매버릭스 (2014~2015)
라존 론도는 2014~2015 시즌 도중에 보스턴 셀틱스에서 댈러스 매버릭스로 트레이드되었다.

### 새크라멘토 킹스 (2015~2016)
2015-2016 시즌이 시작되기전 댈러스를 떠나 새크라멘토로 이적했다.

### 시카고 불스 (2016~
새크라멘도에서 1시즌 만 보낸뒤 시카고로 이적했다.

## 플레이 스타일
론도는 데뷔 초창기때부터 취약한 점퍼로 꾸준히 지적받아왔고, 상대팀들은 이 약점을 이용해 거리를 두고 하는 수비, 이른바 새깅 디펜스(sagging defense)를 그에게 썼다. 이런 치명적인 약점을 가지고도 리그 최고의 포인트가드로 거론되는데에는 그의 슈팅력을 상쇄하는 압도적인 코트 비전 덕분이라고 할 수 있다. 현재 커리어 평균 8개 이상의 어시스트에서 볼 수 있듯이, 그는 매우 탁월한 패서이다. 상대가 아무리 새깅 디펜스를 해도 그는 조금의 틈을 이용해 자신의 팀원에게 송곳 패스를 날릴 수 있고, 누구보다도 자신의 팀원을 잘 이해해서 자신의 팀원이 원하는 위치에 제때에 패스를 줄 수 있다. 점퍼가 능숙하지는 않지만 돌파를 아주 잘해서 곧잘 레이업이나 플로터로 득점을 해내기도 한다. 또한, 론도는 상대 진영을 자기 마음대로 드리블 하면서 돌아다닐 정도로 탁월한 볼 핸들러이다. 론도는 특히 매해 플레이오프에서 더욱 강해지는 모습을 보이는데, 이 때에는 이상하리만큼 점퍼가 잘 들어가면서 더욱 막기 힘든 선수가 된다.

## NBA 기록

### 정규 시즌
| 시즌     | 팀     | 경기수 | 선발출장 | 분/경기 | 필드골% | 3점슛% | 자유투% | 리바운드/경기 | 어시스트/경기 | 스틸/경기 | 블록/경기 | 득점/경기 |
| 2006-07  | 셀틱스 | 78     | 25       | 23.5    | .418    | .207   | .647    | 3.7           | 3.8           | 1.6       | .1        | 6.4       |
| 2007-08  | 셀틱스 | 77     | 77       | 29.9    | .492    | .263   | .611    | 4.2           | 5.1           | 1.7       | .2        | 10.6      |
| 2008-09  | 셀틱스 | 80     | 80       | 33.0    | .505    | .313   | .642    | 5.2           | 8.2           | 1.9       | .1        | 11.9      |
| 2009-10  | 셀틱스 | 81     | 81       | 36.6    | .508    | .213   | .621    | 4.4           | 9.8           | 2.3       | .1        | 13.7      |
| 2010-11  | 셀틱스 | 68     | 68       | 37.2    | .475    | .233   | .568    | 4.4           | 11.2          | 2.2       | .2        | 10.6      |
| 2011-12  | 셀틱스 | 53     | 53       | 36.9    | .448    | .238   | .597    | 4.8           | 11.7          | 1.8       | .1        | 11.9      |
| 2012-13  | 셀틱스 | 38     | 38       | 37.4    | .484    | .240   | .645    | 5.6           | 11.1          | 1.8       | .2        | 13.7      |
| 통산기록 |        | 475    | 422      | 32.9    | .481    | .241   | .621    | 4.5           | 8.3           | 1.9       | .1        | 11.1      |
| 올스타   | 올스타 | 3      | 0        | 18.3    | .545    | .0     | .0      | 1.7           | 7.0           | .3        | .0        | 4.0       |

## 참조
1. ↑  New York Post. Knicks lose to Celtics; Rondo outplays Lin, Davis, nypost.com, March 4, 2012, accessed 14 April 2012.
2. ↑  ESPN Stats & Information (May 26, 2012). Rondo triples his pleasure, seals Celtics win, espn.go.com (TrueHoop), accessed 27 May 2012.
3. ↑  ESPN Stats & Information (May 31, 2012). Heat spoil Rondo's record-breaking night, espn.go.com (TrueHoop), accessed 31 May 2012
4. ↑  ^ "Celtics at Heat - June 5, 2012". NBA. Retrieved 6 June 2012.
5. ↑  [깨진 링크(과거 내용 찾기)]박순경 기자, 난투극 벌인 론도, 2경기 출전 정지·20만 달러 벌금, 점프볼, 2012년 11월 30일 작성